# Arktični ocean
Árktični oceán obkroža severni zemeljski tečaj. Je najmanjši in najplitvejši izmed petih oceanov na Zemlji. Nekateri oceanografi ga imenujejo Arktično morje kot eno od morij Atlantskega oceana oziroma Severno ledeno morje, vendar ga Mednarodna hidrografska organizacija šteje za ocean. To je z 12,26 milijonov km2 najmanjši ocean na Zemlji, večji del pa je pokrit z ledom. Nahaja se na skrajnem severu severne poloble. Obkrožen je z Azijo, Evropo in Severno Ameriko. 

## Geografija
Ocean zapolnjuje kotlino, ki je približno okrogla. Pokriva površino približno 14.090.000 km², kar je malo manj kot 1,5 krat več od površine ZDA.  Dolžina obalne črte meri 45.389 km. Ocean je dokaj zaprt, obkrožajo ga Evrazija, Severna Amerika, Grenlandija in številni otoki. Vključuje naslednja morja in zalive:
- Belo morje
- Barentsovo morje s Pečorskim morjem
- Karsko morje
- Morje Laptevov
- Vzhodnosibirsko morje
- Čukotsko morje
- Beaufortovo morje
- Lincolnovo morje

S Tihim oceanom ga povezuje Beringov preliv, z Atlantskim pa Grenlandsko morje ter Naresov preliv do Baffinovega zaliva.
Podmorski hrbet Lomonosova deli Arktični ocean v dve kotlini: Nansenovo ali Evrazijsko, ki je globoka med 4000 in 4500 m, ter Severnoameriško ali Hiperborejsko, ki je globoka okrog 4000 m. Topografijo oceanskega dna med zaznamujejo prelomnice, globokomorske ravnine in kotline. Povprečna globina Arktičnega oceana je zaradi dolge podaljšane celinske police na evrazijski strani le 1.038 m.
Največji dotok vode prihaja z Norveškim tokom iz Atlantika. Tok nato teče ob evrazijski obali, voda pa vteka skozi Beringov preliv tudi iz Pacifika. Zahodnogrenlandski tok predstavlja največji odtok. Temperatura in slanost sta odvisni od letnega časa, saj nanju vpliva taljenje in nastajanje ledu. Led prek leta pokriva večino površine oceana in s tem povzroča dolgotrajnejša obdobja temperatur, nižjih od ledišča. 
Arktika je glavni vir zelo hladnega zraka, ki se neizogibno premika proti ravniku in se na poti v srednjih zemljepisnih širinah meša s toplejšim zrakom ter povzroča dež in sneg. Na območjih, kjer je gladina vse leto poledenela, je malo morskega življenja. To je bogatejše v odprtih, posebno južnejših območjih oceana.
Najvažnejši pristanišči na obalah oceana sta ruska Murmansk in Arhangelsk. Prek oceana poteka najkrajša zračna pot med Zahodno obalo ZDA in Evropo, ob evrazijski obali oceana pa Severovzhodni prehod, najkrajša morska pot med Atlantskim in Tihim oceanom.